# 二號波普勒滕特鎮區 (北卡羅萊納州卡貝勒斯縣)
二號波普勒滕特鎮區（英語：Township 2, Poplar Tent）是位於美國北卡羅萊納州卡貝勒斯縣的一個鎮區。

## 地方資料
二號波普勒滕特鎮區的面積為99.71平方千米，皆為陸地。根據2020年美國人口普查的數據，當地共有人口48557人，而人口密度為每平方千米486.98人。